# 林嘉綺
林嘉綺（1977年9月10日—），台灣台中人，模特兒，隸屬於伊林模特兒經紀公司。

## 個人生活
於2011年10月28日與黃麟書結婚。2013年長女誕生，2016年次女誕生。

## 代言
- 服飾《馬桶洋行》『BANANA CHIPPY A JOLLY MONKEY』2006年度代言人
- ModelLook「柑橘水漾香氛沐浴乳」代言人
- OENOBIOL 歐諾比 台灣香港代言人
- VENUS維娜斯為最新代言人
- 2009聽障奧運 《海之女神》開幕 代言人

## 經歷
- YSL Fall 2001 高級訂製服秀
- 2002 YSL退休大秀
- ESCADA、HERMES國外服裝秀
- 露得清眼霜廣告
- LAVENUS美髮化妝品代言人
- 花王若碧絲洗髮精廣告
- 純金性情-第五元素篇廣告
- 輕鬆打-別再Call篇廣告
- HONDA CV 廣告
- 莫文蔚-陰天MTV女主角
- 張智霖-有沒有MTV女主角
- 何潤東-想像MTV女主角
- 走秀模特兒
- 車展展示模特兒
- 雜誌平面模特兒
- OENOBIOL 歐諾比 台灣香港代言人

## 戲劇
| 年份   | 電視台     | 劇名             | 角色   |
| 2005年 | 公視       | 《住左邊住右邊》 | 林嘉綺 |
| 2009年 | 公共電視台 | 《痞子英雄》     | 凌可樂 |
| 2010年 | 民視       | 《泡沫之夏》     | 沈 薔  |

## 出版
- 《孕動‧瘦：超級名模林嘉綺 孕期保養產後瘦身計畫（附影片QR Code、30分鐘示範DVD）》，作者： 林嘉綺, Michael(黃麟書) ，出版社：三采，出版日期：2016/09/02，ISBN 9789863426691。[5]

## 外部連結
- 林嘉綺的Instagram帳戶